# 12 Memories
12 Memories is het vierde studioalbum van de Schotse britpopband Travis. Het album kwam uit in oktober 2003 op het label van Independiente. De teksten op het album zijn op dit album meer gericht op politieke issues. Een voorbeeld hiervan is de inval van Irak onder leiding van de Verenigde Staten.

## Nummers
1. "Quicksand" – 2:39
2. "The Beautiful Occupation" – 3:46
3. "Re-Offender" – 3:48
4. "Peace the Fuck Out" – 2:55
5. "How Many Hearts" – 4:46
6. "Paperclips" – 3:36
7. "Somewhere Else" – 3:13
8. "Love Will Come Through" – 3:40
9. "Mid-Life Krysis" – 3:39
10. "Happy to Hang Around" – 3:34
11. "Walking Down the Hill" – 9:21

De nummers op dit album zijn allemaal geschreven door frontman Francis Healy.

## Artiesten
- Francis Healy – zang, gitaar, harmonica
- Andy Dunlop – gitaar
- Dougie Payne – basgitaar, achtergrondzang
- Neil Primrose – drums